# Pomorze Szwedzkie

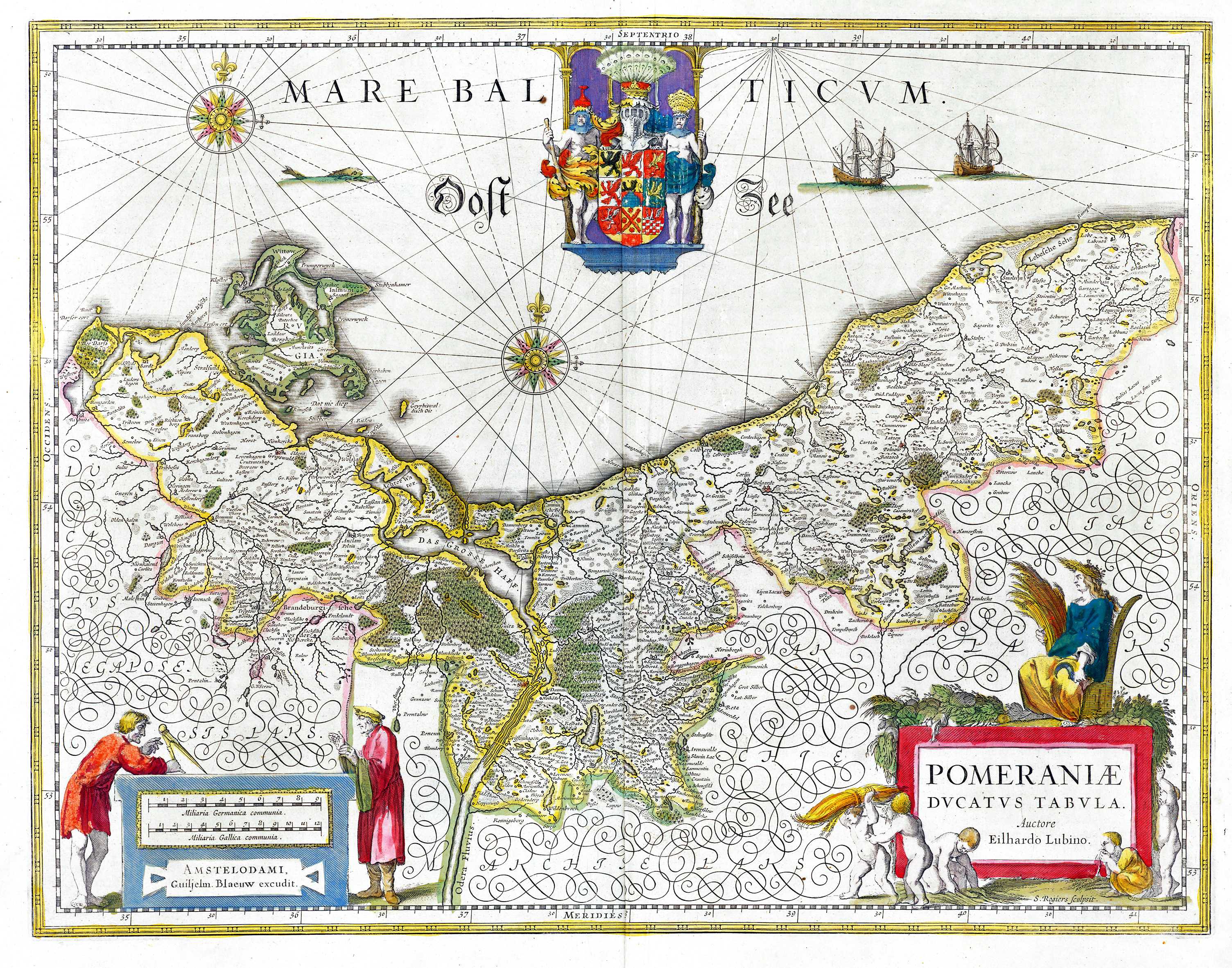
Mapa Pomorza (XVII wiek, na podst. Wielkiej Mapy Księstwa Pomorskiego Lubinusa)

Pomorze Szwedzkie (szw. Svenska Pommern) – posiadłość Korony Szwedzkiej od XVII do XIX w., położona na południowo-zachodnim wybrzeżu Morza Bałtyckiego.
Po wojnach z Polską oraz w trakcie wojny trzydziestoletniej Szwecja przejęła kontrolę nad wieloma terytoriami położonymi na wybrzeżach Bałtyku. Po pokoju westfalskim (1648) nastąpiła likwidacja księstwa pomorskiego, w wyniku czego Szwecja otrzymała Pomorze Przednie, w tym miasto Szczecin i wyspy: Rugię, Wolin i Uznam, którymi w czasie wojny de facto zarządzała.
W 1679 (pokój w Saint-Germain) nastąpiła korekta granicy szwedzko-brandenburskiej.
W 1721 wskutek uzgodnień pokoju w Nystad kończącego III wojnę północną sprzedała za 2 mln talarów Fryderykowi Wilhelmowi I królowi Prus Szczecin i okolice, zachowując jedynie fragment Pomorza Przedniego, który z kolei utraciła w 1815 na rzecz Prus, razem z Finlandią (na rzecz Rosji) w wyniku ustaleń kongresu wiedeńskiego, zyskując w zamian Norwegię.

## Generalni gubernatorzy Pomorza Szwedzkiego
- 1633-? – Sten Svantesson Bielke(inne języki)
- 1641-1648 – Lennart Torstenson
- 1648-1650 – Carl Gustaf Wrangel
- 1650-1652 – Johan Oxenstierna(inne języki)
- 1652-? – Axel Lillie(inne języki)
- 1679-1685 – Otto Wilhelm Königsmarck
- 1687-1698 – Nils Bielke
- 1698-1711 – Jurgen Mellin(inne języki)
- 1713-1747 – Johan August Meijerfeldt d.ä. (Starszy)(inne języki)
- 1748-1766 – Axel von Löwen(inne języki)
- 1766-1772 – Hans Henrik von Liewen d.y. (Młodszy)(inne języki)
- 1776-1791 – Fredrik Vilhelm von Hessenstein(inne języki)
- 1792-1796 – Eric Ruuth
- 1796-1800 – Philip von Platen(inne języki)
- 1800-1809 – Hans Henric von Essen(inne języki)